# For Heaven's Sake

For Heaven's Sake est un projet musical mené par le multi-instrumentiste et producteur Guillaume Nicolas, basé entre Paris et New York. 
Guillaume Nicolas est né à Clermont-Ferrand le 13 décembre 1982.

## Biographie
Le projet musical For Heaven's Sake est né en 2004. Après 3 EP's en solo enregistrés sous son nom personnel et un album live, Guillaume Nicolas décide de monter un nouveau projet sous un nom différent. Le nom est un clin d'œil à la chanson What on earth (will you do For Heaven's Sake) de Johnny Cash ainsi qu'à la chanson de Billie Holiday et aux deux films américains des années 1920 et 1950. De plus, comme Guillaume l'explique dans une interview en 2006: "En plus de ces références musicales et cinématographiques historiques, j'ai toujours beaucoup aimé cette expression. J'aime son rendu écrit, oral. Et je trouve que c'est un excellent nom pour un projet musical comme celui-ci". 
En 2005, après quelques concerts en trio, puis en solo, sort le premier album éponyme de For Heaven's Sake, qui reçoit un excellent accueil médiatique, notamment dans la presse française. Le magazine Crossroads écrit entre autres: "For Heaven's Sake est une déflagration sonore, un voyage initiatique, une transe dont on ne sort pas indemne. Tout est sensations et vibrations dans cette musique, une véritable immersion dans le cerveau et les tripes de son créateur". Le magazine Guitar Part parle, lui, d'un "monde musical à part, habité, plein d'atmosphères entêtantes et de références glorieuses". Suit alors une intense tournée européenne d'environ 200 dates. Guillaume Nicolas y est notamment accompagné du batteur Bruno Lagorsse, avec qui il a enregistré le disque. Après une dernière série de concerts acoustiques en solo dans les forums Fnac à la fin de l'année 2006, Guillaume Nicolas met son projet entre parenthèses et va beaucoup voyager, notamment aux États-Unis, où il est amené à travailler en studio sur de nombreuses productions, aussi bien à New York que Los Angeles ou encore Memphis. "J'avais vraiment envie et besoin de faire une pause. La tournée 2005/2006 fut une superbe expérience, mais aussi une expérience très fatigante. J'ai alors eu envie de me consacrer beaucoup plus au travail en studio qu'à la route. A Woodstock/NY, grâce à Kevin Salem notamment, je suis tombé fou amoureux du travail en production, du travail en studio, et j'ai eu envie de prendre mon temps afin d'approfondir mon savoir-faire en tant qu'ingénieur et producteur, et donc, de mettre un peu ma facette de musicien en retrait quelque temps, même si je n'ai jamais cessé d'écrire et d'enregistrer durant cette période. Mais j'étais clairement plus orienté sur le travail de studio, la production. Je ne voulais pas sortir un nouveau For Heaven's Sake et repartir en tournée. J'avais envie de travailler pour les autres, en tant que producteur/arrangeur/réalisateur. Jusqu'ici, le studio était pour moi une étape obligatoire mais peu agréable. Seuls le songwriting et le live m'intéressaient, j'étais vraiment un pur musicien qui n'aspirait à sortir des disques que dans un seul but: reprendre la route. Le travail en studio est seulement devenu une passion à mon retour de cette tournée, fin 2006. Et je me suis plongé dedans à fond. Rester enfermé des heures dans un studio pour donner corps et naissance au son et aux chansons est devenu une obsession. Et j'ai eu la chance de travailler dans des endroits merveilleux avec des gens extraordinaires". Guillaume Nicolas explique en détail cette passion du son et sa philosophie de travail sur une page intitulée Philosophie disponible dans la section Liens Externes en bas de cet article.
Après 5 ans de silence discographique, For Heaven's Sake est revenu en mars 2011 avec un nouvel album intitulé Paha Sapa / Mako Sika, produit par Guillaume Nicolas et mixé par Kevin Salem à New York. A l'image de son titre en amérindien, For Heaven's Sake développe sur cet album une toute nouvelle écriture, beaucoup plus riche, complexe et spirituelle, et de nouvelles sonorités, issues notamment de la musique orientale et expérimentale. Plus que jamais, For Heaven's Sake est alors devenu un "one man band", puisque Guillaume a entièrement écrit, joué, enregistré et produit l'album tout seul. Kevin Salem l'a ensuite mixé à Woodstock. "Il est important d'avoir une oreille extérieure au mixage, une oreille nouvelle, fraîche, et je travaille avec Kevin depuis 2004, je lui fais une confiance totale et absolue. C'est la seule personne en qui j'ai suffisamment confiance pour mixer mon travail". Les chroniques à la sortie de l'album sont excellentes. Le disque plaît autant à des médias généralistes qu'à certaines niches extrêmement spécialisées. Ainsi, le magazine Les Inrockuptibles écrit: "For Heaven's Sake s'offre un trip halluciné. Possédé, ce groupe aux valeurs fortes possède un songwriting aussi écorché qu'élégant, qui ose un français dérangé et violemment personnel, mystique, voire cryptique. Projet exalté, chansons aux ambitions titanesques, un rock imprudent à force de gospel effarant et de psychédélisme hagard". Rock n' Folk voit en For Heaven's Sake un "univers musical hanté et gothique, des chansons d'essence magique, spirituelle et religieuse". L'excellent et spécialisé Obsküre Magazine parle pour sa part de "chamanisme néo-gothique, chansons hypnotiques, émotions charnelles, complaintes ensorcelantes au troublant pouvoir". Elegy et Noise décrivent respectivement un  "projet très personnel et intime, sombre, hypnotique, envoûtant et exceptionnel" et un album aux "chants ensorcelants et textes ésotériques guidant un parcours onirique et une œuvre dédaléenne". L'album est également médiatiquement très bien reçu en Hollande, en Belgique, en Suisse, en Autriche, En Allemagne, en Norvège, en Espagne, en Finlande, en Italie, au Canada et aux USA. 
Mais à l'exception de quelques apparitions en solo aux USA, Guillaume ne tournera pas pour cet album car il se lance alors dans un tout nouveau projet long et ambitieux, celui d'ouvrir un grand studio d'enregistrement résidentiel à proximité de Paris. A l'ouverture du studio, Guillaume déclara: "Ne pas tourner pour ce disque fut une grande déception, car non seulement il fut très bien reçu et je pense que les nouvelles chansons auraient pu donner lieu à de très intéressantes interprétations sur scène, mais aussi et surtout parce qu'après plusieurs années à travailler sur une quantité immense de projets en studio, l'énergie des concerts me manquait beaucoup, et j'aurais adoré retrouver mon batteur live Bruno Lagorsse et ramener For Heaven's Sake sur scène avec lui. J'espère également un jour enregistrer un nouvel album avec lui car il se passe quelque chose de musicalement et humainement fort entre lui et moi lorsque nous jouons ensemble. Mais ce projet de studio résidentiel m'a demandé énormément de temps et d'implication".
Le studio nommé Lumière 13 ouvre ses portes en septembre 2014. Situé à 35 minutes de Paris, il associe le meilleur du matériel vintage avec les technologies d'aujourd'hui. À son ouverture, les médias spécialisés le qualifient de "lieu magique pour la création artistique".
Immédiatement après l'ouverture du studio, Guillaume Nicolas se replonge dans For Heaven's Sake et enregistre trois nouveaux albums en quelques semaines. "L'ouverture du studio m'a énormément inspiré. Je pensais que le prochain For Heaven's Sake serait essentiellement constitué de chansons datant de la période Paha Sapa / Mako Sika car je disposais alors d'énormément de morceaux que je voulais réutiliser plus tard. Mais peu après l'ouverture du studio, j'ai énormément écrit, et ça a donné naissance à ces trois nouveaux disques. Il n'y a aucun concept derrière cette trilogie, aucun lien particulier entre eux. Ce sont trois albums indépendants les uns des autres".
Ces trois albums, intitulés Pandemonium, Ophelia #38 et Jerusalem sortent simultanément le 15 décembre 2015. Pandemonium est la suite logique de l'album précédent, il s'inscrit dans une belle continuité, avec notamment ce mélange d'électrique et d'acoustique, ainsi que de fortes influences orientales et américaines. Ophelia #38, quant à lui, est un disque très différent, enregistré sur bandes en seulement deux jours, entièrement acoustique et solo voix/guitare/piano. Un album extrêmement personnel et intimiste. Jerusalem est sans doute le disque le plus expérimental, avec des chansons aux formats longs et à l'état d'esprit très psychédélique.
Encore une fois, ces 3 albums ont été intégralement écrits, joués, produits et enregistrés par Guillaume Nicolas, puis mixés par Kevin Salem à Woodstock/NY. Dans une récente interview, Guillaume Nicolas confiait: "L'idée qui m'excite le plus aujourd'hui, c'est de me construire une belle discographie sous l'entité For Heaven's Sake. Ce que les américains appellent un "body of work". L'idée désormais de sortir au moins un album par an me séduit énormément. Jusqu'ici, il y a eu beaucoup de temps et d'espace entre mes disques mais je voudrais énormément désormais me consacrer à offrir à For Heaven's Sake une très jolie discographie dans les années à venir".
Fidèle à ses valeurs de qualité, de partage et d'échange dont Guillaume parle très souvent, For Heaven's Sake est également réputé pour sortir ses albums dans des éditions limitées et numérotées de toute beauté au prix le plus bas possible. Guillaume Nicolas s'en est expliqué dans une interview  pour une radio américaine universitaire en septembre 2015 : "Personnellement, je suis de la vieille école. Je déteste la musique dématérialisée. Je suis un passionné de beaux objets. J'aime regarder une pochette pendant des heures, lire les paroles, regarder les photos, bref, m'immerger totalement dans un album, que ce soit musicalement ou graphiquement. J'adore profiter de l'expérience totale d'un disque. Écouter un album tout en observant l'univers graphique, les photos, lire les textes. Je pense qu'un album, c'est un tout, un ensemble à la fois musical et graphique. Je suis passionné par toute l'aura graphique autour d'un album. Voilà pourquoi, à mon très modeste niveau, j'essaie d'inciter les gens à revenir à l'objet physique en essayant de proposer à des prix extrêmement accessibles de très beaux objets, de très belles éditions complètes, limitées et numérotées à la main, comprenant un packaging gatefold deluxe, le vinyle, le cd, des feuillets en insert avec photos, paroles, etc. C'est quelque chose qui compte énormément pour moi de proposer mon travail, ma musique sous une forme physique et matérielle la plus luxueuse possible et surtout, rendre ceci financièrement accessible à tous afin de favoriser le retour de la musique "physique". C'est pour moi une question de respect et d'éthique".

## Discographie

### For Heaven's Sake (2005)
Aucune information disponible.
Epuisé / Out of print.

### Paha Sapa / Mako Sika (2011)
1) Ya Hayyou, Ya Qayyoum (9:28)
2) Poison Ivy (5:55)
3) DC-9 (5:36)
4) Zôt U Râspi Ashem Vohû Vanishten Asti, Zôt Ashaya Dadhâmi (6:44)
5) Alba Ayamule (7:28)
6) Bint Elshalabia (4:15)
7) Dolente C. (3:24)

### Pandemonium (2015)
1) Aiwass (11:24)
2) Queen Anne Hill (5:21)
3) Calico/CA (6:52)
4) Las Brujerias de NOLA (6:55)
5) Ulicom Tama Vlada (6:52)
6) Tuonela (6:18)
7) O Devel Ila (4:52)

### Ophelia #38 (2015)
1) Hotel NYC (7:18)
2) Gran Via (4:33)
3) Anitya (5:29)
4) Port Jefferson (3:49)
5) Tulum/Xcaret '08 (6:04)
6) Avalon (20th St. / 6th Ave.) (2:51)
7) Bleecker Valentine's D. (3:52)
8) Casco Antiguo / Palma De Mallorca (6:42)
9) N.04-N.06-B.10 (4:11)
10) Amor (Las Cataratas Del Niagara) (7:25)

### Jerusalem (2015)
1) Yerushalayim (7:27)
2) Mato Tipi (A.P 12:12/13:18) (24:54)
3) Bhajan (2:25)
4) Pokrovskoïe (8:14)
5) Ywy Marae Ey (16:46)